# Usina Nuclear de Ling Ao

A Usina Nuclear de Ling Ao (岭澳核电站) está localizada na Península de Dapeng no Distrito de Longgang, Shenzhen, Cantão, China, cerca de 60 km ao norte de Hong Kong, 1 km ao norte da Usina Nuclear da Baía de Daya. Ela é operado pela China General Nuclear Power Company. As unidades da instalação são separados em fase I e fase II.

## Reatores
A fase I de Ling Ao tem dois reatores nucleares, Ling Ao I-1 e I-2, PWRs de 950 Mw, com base no projeto francês de 900 MWe, com três ciclos de refrigeração, eles entraram em operação comercial em 2002 e 2003.
Na fase II houve a instalação de dois reatores CPR-1000, Ling Ao II-1 e II-2 (alternativamente, as unidades 3 e 4), que foram construídas em parceria com a Areva, com base no  design francês. Ling Ao II-1, o primeiro CPR-1000 da China, foi o primeiro a ser ligado à rede, em 15 de julho de 2010, tendo iniciado testes de criticidade em 11 de junho de 2010. Começou suas operações comerciais em 27 de setembro de 2010. Ling Ao II-2 foi sincronizado com a rede em 3 de Maio de 2011, entrando em operação comercial em 7 de agosto de 2011.
A instalação de novos reatores é planejada na instalação.